# باج إيرسكي
باج إيرسكي (Blazhe Ilijoski) (مواليد 9 يوليو 1984)، هو لاعب كرة قدم سابق كان يلعب كمهاجم. يلعب مع منتخب مقدونيا لكرة القدم منذ عام 2005.

## وصلات خارجية
- باج إيرسكي على موقع رابطة كرة القدم اليابانية للمحترفين (اليابانية)
- باج إيرسكي على موقع دوري كوريا الجنوبية (الإنجليزية)
- باج إيرسكي على موقع قاعدة بيانات كرة القدم.إي يو (الإنجليزية)
- باج إيرسكي على موقع ناشيونال فوتبول تيمز (الإنجليزية)
- باج إيرسكي على موقع Soccerway.com (الإنجليزية)
- باج إيرسكي على موقع عالم كرة القدم.نت (الإنجليزية)
- باج إيرسكي على موقع AS.com (الإسبانية)

- National Football Teams